# Гесперий
Гесперий, или эсперий (символ Es, англ. Hesperium) — предложенное название химическому элементу под номером 94 (плутоний). Термин произошел от итал. Esperio — название Италии по-гречески.
Элемент изучался Энрико Ферми и группой ученых в Римском университете Ла Сапиенца. После открытия деления ядер в 1938 году стало понятно, что изученный Ферми «элемент» являлся смесью бария, криптона и других элементов. Плутоний был получен в конце 1940 года.